# مناطق محصور فلسطینی
مناطق محصور فلسطینی، مناطقی در کرانه باختری هستند که تحت پیشنهادهای ناموفق مختلف آمریکا و اسرائیل برای پایان دادن به درگیری فلسطین و اسرائیل، برای فلسطینی‌ها تعیین شده‌اند. این مناطق محصور، اغلب با سرزمین‌های سیاه‌پوستان که در دوران آپارتاید در آفریقای جنوبی ایجاد شده بودند، مقایسه می‌شوند و به همین دلیل، به آن‌ها بانتوستان گفته می‌شود.  همچنین به آن‌ها به صورت استعاره‌ای، با عنوان مجمع‌الجزایر فلسطین و سایر اصطلاحات، اشاره شده است. وضعیت بالفعل، در حال حاضر این است که اسرائیل، تمام مناطق خارج از این مناطق محصور را کنترل می‌کند.
این «جزایر»، ابتدا تحت پیمان اسلو ۲ در سال ۱۹۹۵، به عنوان مناطق الف و ب، شکل رسمی، به خود گرفتند. این ترتیبات، به صراحت، قرار بود موقتی باشند و منطقه ج (بقیه کرانه باختری)، تا سال ۱۹۹۷، «به تدریج، به حوزه قضایی فلسطین، منتقل شود». با این حال، چنین انتقالی، صورت نگرفت.   منطقه کرانه باختری که در حال حاضر تحت کنترل مدنی جزئی از سوی تشکیلات خودگردان فلسطین است، از ۱۶۵ «جزیره» تشکیل شده است. ایجاد این ترتیبات توسط امیرا هاس، روزنامه‌نگار اسرائیلی، به عنوان «برجسته‌ترین رویداد ژئوپلیتیکی ربع قرن گذشته» توصیف شده است.
تعدادی از طرح‌های صلح اسرائیل و آمریکا، از جمله طرح آلون، طرح سازمان جهانی صهیونیسم درابلز، طرح مناخم بگین، طرح "آلون پلاس" بنیامین نتانیاهو، نشست ۲۰۰۰ کمپ دیوید و دیدگاه شارون در مورد یک کشور فلسطینی، یک قلمرو از نوع محصور را پیشنهاد کرده‌اند؛ یعنی گروهی از مناطق غیرمجاور که توسط اسرائیل، احاطه، تقسیم و در نهایت، کنترل می‌شوند؛  همان‌طور که طرح صلح جدیدتر ترامپ نیز چنین است.  این به عنوان "نمونه بانتوستان" نامیده شده است.
پیامدهای ایجاد این مناطق تکه‌تکه‌شده فلسطینی، به‌طور گسترده مورد مطالعه قرار گرفته و نشان داده شده است که «تأثیر مخربی بر اقتصاد، شبکه‌های اجتماعی، [و] ارائه خدمات اساسی مانند مراقبت‌های بهداشتی و آموزش» داشته است.